# Pierre Versins
Pierre Versins (ur. jako Jacques Chamson; 12 stycznia 1923 w Strasburgu, zm. 18 kwietnia 2001 w Awinionie) – francuski kolekcjoner i badacz fantastyki naukowej. W latach 1957–1962 publikował fanzin „Ailleurs”. Pomiędzy 1951 a 1980 opublikował cztery powieści: Les etoiles ne s’en foutent pas (1954), En avant, Mars (1955), Feu d’artifice (1955), Le professeur (1956) oraz Les transhumains (1980). Uważał, że fantastyka naukowa skupia się przede wszystkim na przedstawianiu racjonalnej hipotezy.

## Życiorys
Podczas II wojny światowej Versins był więźniem w Auschwitz. Przez 33 lata mieszkał w Szwajcarii. W 1975 założył muzeum Maison d'Ailleurs w Yverdon-les-Bains. Jego żona, z którą się rozwiódł, nazywała się Martine Thome i została wymieniona w jednym z jego opowiadań. Była współautorką niektórych jego tekstów. 

## Nagrody
Jest również autorem książki Encyclopedie de Utopie et de la sf, która zdobyła nagrodę specjalną w trakcie Torconu II, Worldconu zorganizowanego w 1973. W 1991 zdobył Nagrodę Pielgrzyma, przyznawaną przez Science Fiction Research Association.